# Superprestige 1995-1996
Navigation
1994-1995 1996-1997
La 14e édition du Superprestige s'est déroulée entre les mois d'octobre 1995 et février 1996. Elle comprenait dix manches disputées par les élites. Le classement général a été remporté par Luca Bramati.

## Barème
Les 15 premiers de chaque course marquent des points pour le classement général suivant le tableau suivant :
| Position           | 1er | 2e | 3e | 4e | 5e | 6e | 7e | 8e | 9e | 10e | 11e | 12e | 13e | 14e | 15e |
| Classement général | 15  | 14 | 13 | 12 | 11 | 10 | 9  | 8  | 7  | 6   | 5   | 4   | 3   | 2   | 1   |

## Hommes élites

### Résultats
| #  | Date         | Lieu                                         | Vainqueur           | Deuxième           | Troisième           | Leader du classement général |
| -- | ------------ | -------------------------------------------- | ------------------- | ------------------ | ------------------- | ---------------------------- |
| 1  | 1er octobre  | Plzeň (Grand Prix Škoda)                     | Wim de Vos          | Luca Bramati       | Jiří Pospíšil       | Wim de Vos                   |
| 2  | 15 octobre   | Gavere (Cyclo-cross d'Asper-Gavere)          | Wim de Vos          | Luca Bramati       | Richard Groenendaal | Wim de Vos                   |
| 3  | 1er novembre | Silvelle (GP Selle Italia)                   | Daniele Pontoni     | Luca Bramati       | Jiří Pospíšil       |                              |
| 4  | 15 novembre  | Gieten (Cyclo-cross de Gieten)               | Erwin Vervecken     | Wim de Vos         | Radomír Šimůnek sr. |                              |
| 5  | 1er décembre | Diegem (Cyclo-cross de Diegem)               | Daniele Pontoni     | Marc Janssens      | Adrie van der Poel  |                              |
| 6  | 10 décembre  | Overijse (Druivencross)                      | Luca Bramati        | Daniele Pontoni    | Richard Groenendaal |                              |
| 7  | 20 décembre  | Milan (Trofeo Mamma & Papà Guerciotti)       | Daniele Pontoni     | Luca Bramati       | Richard Groenendaal |                              |
| 8  | 10 janvier   | Saint-Michel-Gestel (Grand Prix Groenendaal) | Adrie van der Poel  | Luca Bramati       | Richard Groenendaal |                              |
| 8  | 1er février  | Wetzikon (GP Wetzikon)                       | Luca Bramati        | Adrie van der Poel | Richard Groenendaal | Luca Bramati                 |
| 10 | 15 février   | Harnes (Cyclo-cross de Harnes)               | Richard Groenendaal | Luca Bramati       | Adrie van der Poel  | Luca Bramati                 |

### Classement général
| Pos | Coureur             | Points |
| --- | ------------------- | ------ |
| 1   | Luca Bramati        | 123    |
| 2   | Richard Groenendaal | 109    |
| 3   | Adrie van der Poel  | 109    |
| 4   | Peter Van Santvliet | 98     |
| 5   | Daniele Pontoni     | 90     |
| 6   | Marc Janssens       | 83     |
| 7   | Radomír Šimůnek sr. | 74     |
| 8   | Wim de Vos          | 74     |
| 9   | Erwin Vervecken     | 74     |
| 10  | Paul Herijgers      | 63     |